# Savine Moucheron
Pour les articles homonymes, voir Moucheron.
Savine Moucheron, née le 17 mai 1977 à Mons est une femme politique belge francophone, membre du Centre démocrate humaniste. Elle est la nièce du journaliste politique de la RTBF Georges Moucheron.
Elle est titulaire d'un régendat en français et histoire obtenu à la haute école Roi Baudouin de Braine-le-Comte ; responsable régionale de Jeunesse & Santé Mons-Borinage de la Mutualité chrétienne (2000-2006) ; collaboratrice à la cellule Politique générale du Cabinet de Catherine Fonck, ministre de l’enfance, de l'aide à la jeunesse et de la Santé à la Communauté française (2006-2009) ; ancienne arbitre de football.
Elle est membre du conseil d'administration de la SCRL « Toit et moi, immobilière sociale de la région montoise » (la société responsable des logements sociaux dans la région montoise), de celui de l'ASBL « Gestion Centre-Ville Mons », de celui du MAC'S et également celui de l'ASBL Saint-Georges de Mons.  

## Carrière politique
- Conseillère communale à Mons depuis décembre 2006.
- Députée au Parlement de Wallonie et à la Communauté française de Belgique (suppléante de Carlo Di Antonio, ministre) du 18 janvier 2012 au 25 mai 2014 et par la suite du 22 juillet 2014 jusqu'au 11 mai 2016.
- Échevine de la Culture, du Développement durable et des Familles à la ville de Mons depuis le 11 mai 2016[1].
- Membre de la commission culture à la Fédération Wallonie-Bruxelles[2].